# Александър Деп
Александър Филипович Деп (на руски: Александр Филиппович Депп) е руски офицер, генерал-лейтенант. Участник в Руско-турската война (1877-1878).

## Биография
Александър Деп е роден е на 23 юни 1835 г. в Санктпетербургска губерния в семейството на лекар, потомствен дворянин. Посвещава се на военното поприще. Завършва Николаевското инженерно училище с производство в първо офицерско звание инженер-прапоршчик (1854). Действителна служба започва в Херсонската инженерна част. Командирован е в Европа и САЩ, където изучава механизми и приспособления за значителни строителни работи (1856-1859). След завръщането си в Русия служи последователно в Лейбгвардейскя сапьорен батальон, помощник на началника на инженерните части в Киевския и Варшавскя военен окръг. Участва в строителството на Дубненската военна крепост.
Участва в Руско-турската война (1877-1878). По препоръка на генерала от инженерните войски Едуард Тотлебен е назначен за началник на инженерните войски и член на Полевия щаб на Действащата дунавска руска армия (1876). Повишен е във военно звание генерал-майор от 1877 г. Участва в съвещанието при главнокомандващия княз Николай Николаевич на 10 юни 1877 г. за определяне мястото на десанта на река Дунав при Зимнич-Свищов.
Строи за целта 3 понтонни моста:
- първи за прехвърляне частите на Долнодунавския отряд при Браила – с. Гичет с обща дължина 524 м.;
- втори след превземането на Свищов от частите на генерал-майор Михаил Драгомиров при Зимнич – остров Ада – Свищов с обща дължина 1167 м. и
- трети при Зимнич – остров Бужиреску – остров Ада – Свищов с обща дължина 1216 м. за прехвърляне основните сили на Дунавската армия.

Участва наред с генерала от инженерните войски Едуард Тотлебен в инженерното осигуряване на битката при Телиш, обсадата на Плевен и зимното преминаване на Стара планина.
След войната за абсолютно необходимия принос във войната, далечен от суетата след големите военни победи, генерал-майор Александър Деп е награден с Орден „Свети Георги“ IV ст. Получава отпуск за възстановяване на здравето, разклатено от военните усилия. Служи като началник на инженерните части на Варшавския военен окръг. Негов командир е генералът от пехотата Йосиф Гурко.
Повишен е във военно звание генерал-лейтенант от 1886 г. След назначаването му за командир на 27-а пехотна дивизия умира внезапно във Варшава на 3 март 1889 г.